# Michael Chang
Michael Te-pei Chang (Hoboken, New Jersey, 1972. február 22. –) kínai származású amerikai visszavonult hivatásos teniszező. 1989-ben, 17 éves korában megnyerte a Roland Garrost a döntőben Stefan Edberget legyőzve, ezzel minden idők legfiatalabb egyéni Grand Slam-győztese lett a férfiak között. A negyedik körben az akkori világelső Ivan Lendlt verte meg, minden idők egyik leghírhedtebb meccsén. Ezenkívül még három Grand Slam-döntőt játszott: 1995 - Roland Garros, 1996 - Australian Open, US Open. Összesen 34 ATP tornát nyert egyéniben, köztük 7 Masters tornát. Legjobb helyezése a világranglistán a 2. volt. Chang játéka gyorsaságára és eltökéltségére épült, nem létezett számára elveszett pont.
2008-ban beválasztották az International Tennis Hall of Fame tagjai közé.

## Grand slam döntői

### Győzelmei (1)
| Év   | Helyszín      | Ellenfél a döntőben | Eredmény a döntőben     |
| 1989 | Roland Garros | Stefan Edberg       | 6–1, 3–6, 4–6, 6–4, 6–2 |

### Elvesztett döntői (3)
| Év   | Helyszín        | Ellenfél a döntőben | Eredmény a döntőben |
| 1995 | Roland Garros   | Thomas Muster       | 7–5, 6–2, 6–4       |
| 1996 | Australian Open | Boris Becker        | 6–2, 6–4, 2–6, 6–2  |
| 1996 | US Open         | Pete Sampras        | 6–1, 6–4, 7–6(3)    |